# 韋特里諾冰川
62°56′06″S 62°30′00″W / 62.93500°S 62.50000°W

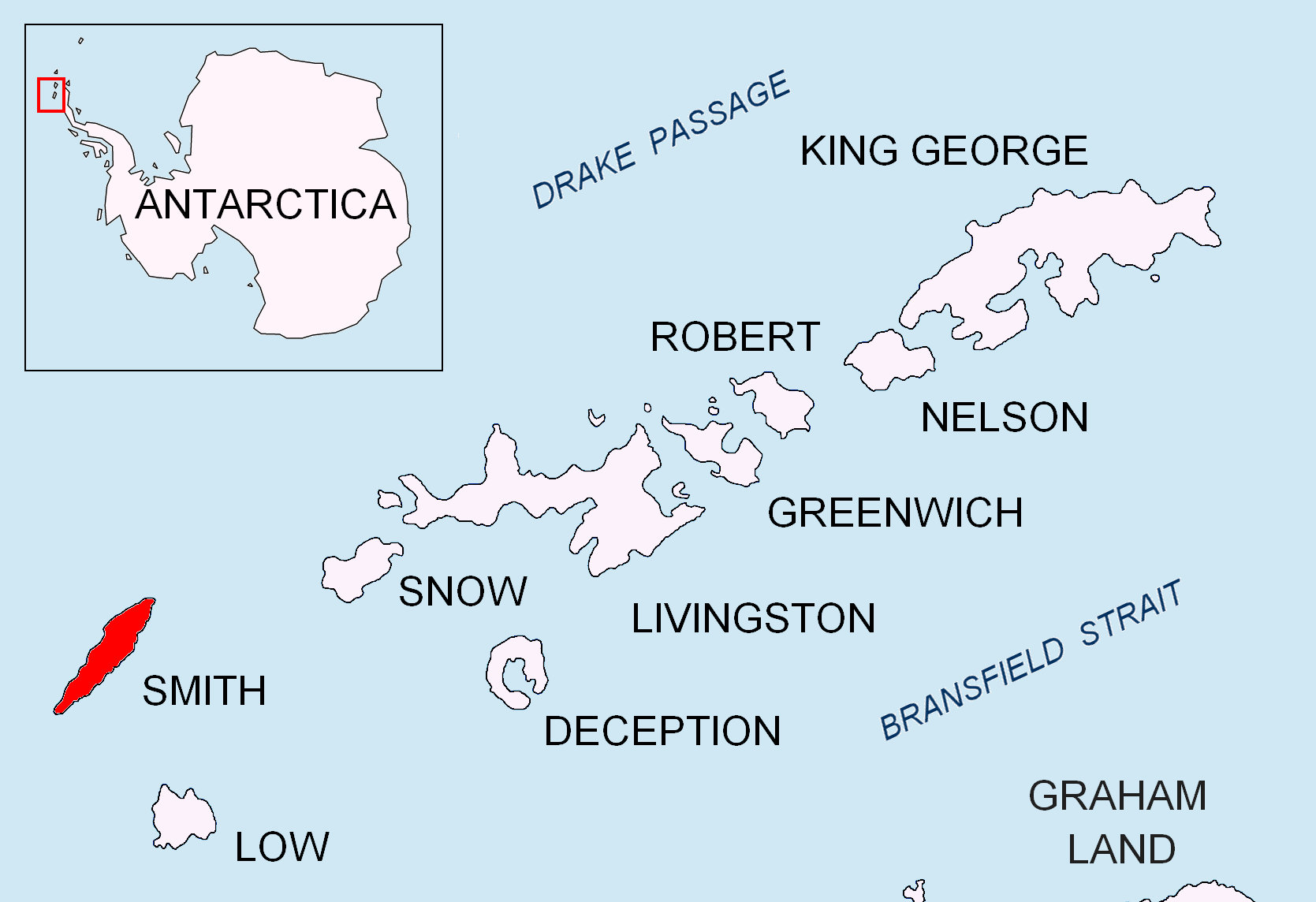

韋特里諾冰川是南極洲的冰川，位於南設得蘭群島的史密斯島，全長3.2公里，流經伊梅昂山脈西北坡，最終在皮斯加山以西注入德雷克海峽。

## 外部連結
- Vetrino Glacier. （页面存档备份，存于） SCAR Composite Gazetteer of Antarctica.